# Sceaux
Sceaux [so] ist eine französische Stadt im Département Hauts-de-Seine der Region Île-de-France mit 20.740 Einwohnern (Stand 1. Januar 2022). Die Einwohner werden Scéens genannt.

## Geografie
Sceaux liegt zehn Kilometer südwestlich von Paris auf einem Hügel.
Die Stadt ist mit einer Station der Nahverkehrslinie RER B an das öffentliche Schienennetz im Großraum Paris angeschlossen.
Nachbargemeinden sind Fontenay-aux-Roses, Le Plessis-Robinson, Bourg-la-Reine und Antony.

## Geschichte
Sceaux wurde 1203 zum ersten Mal erwähnt. 1530 wurden Teile der Stadt durch einen Stadtbrand zerstört. Das Feuer zerstörte auch Teile der Nachbarstadt Bagneux.
Nach dem Russischen Bürgerkrieg ließen sich in Sceaux mehrere Angehörige der exilrussischen Intelligenzija nieder.

## Bevölkerungsentwicklung
| Jahr      | 1962   | 1968   | 1975   | 1982   | 1990   | 1999   | 2011   | 2018   |
| Einwohner | 19.024 | 19.913 | 19.709 | 18.317 | 18.052 | 19.494 | 19.930 | 19.606 |

Quellen: Cassini und INSEE

## Sehenswürdigkeiten
Parc de Sceaux
Das Schloss in Sceaux war ehemals der Landsitz von Jean-Baptiste Colbert, Minister Ludwigs XIV., und der Herzogin von Maine. Das Hauptgebäude des alten Schlosses ist nicht erhalten, sehenswert ist aber das neue Schloss, ein Bau in Neo-Louis-XIII-Formen von 1856, in dem sich heute das Musée de l’Île de France mit Ausstellungsstücken zur Kunst, Geschichte und Kulturgeschichte der Region um Paris vom Barock bis zur Gegenwart befindet.
Der weiträumige, 200 Hektar große Park, angelegt durch Gartenkünstler André Le Nôtre, ist in seiner Gesamtkomposition weitgehend erhalten und zählt zu den schönsten Parkanlagen im Großraum vom Paris. Der 1672 erbaute, Claude Perrault zugeschriebene Pavillon d’Aurore zeigt in der mittleren Kuppel ein Deckenbild von Charles Le Brun: Aurora, die Morgenröte, die dem Sonnenaufgang vorausgeht, ist hier ein Verweis auf den fleißigen Minister Colbert, der unermüdlich der Sonne, also dem Sonnenkönig Ludwig XIV. zuarbeitet. Seit 1932 befindet sich im Park von Sceaux auch der Pavillon de Hanovre, der 1757 durch Jean-Michel Chevotet für den Duc de Richelieu am Boulevard des Italiens in Paris errichtet worden war. Die barocke Kaskade von Sceaux präsentiert sich in einer Rekonstruktion des 19. Jahrhunderts mit wasserspeienden Masken von Auguste Rodin.

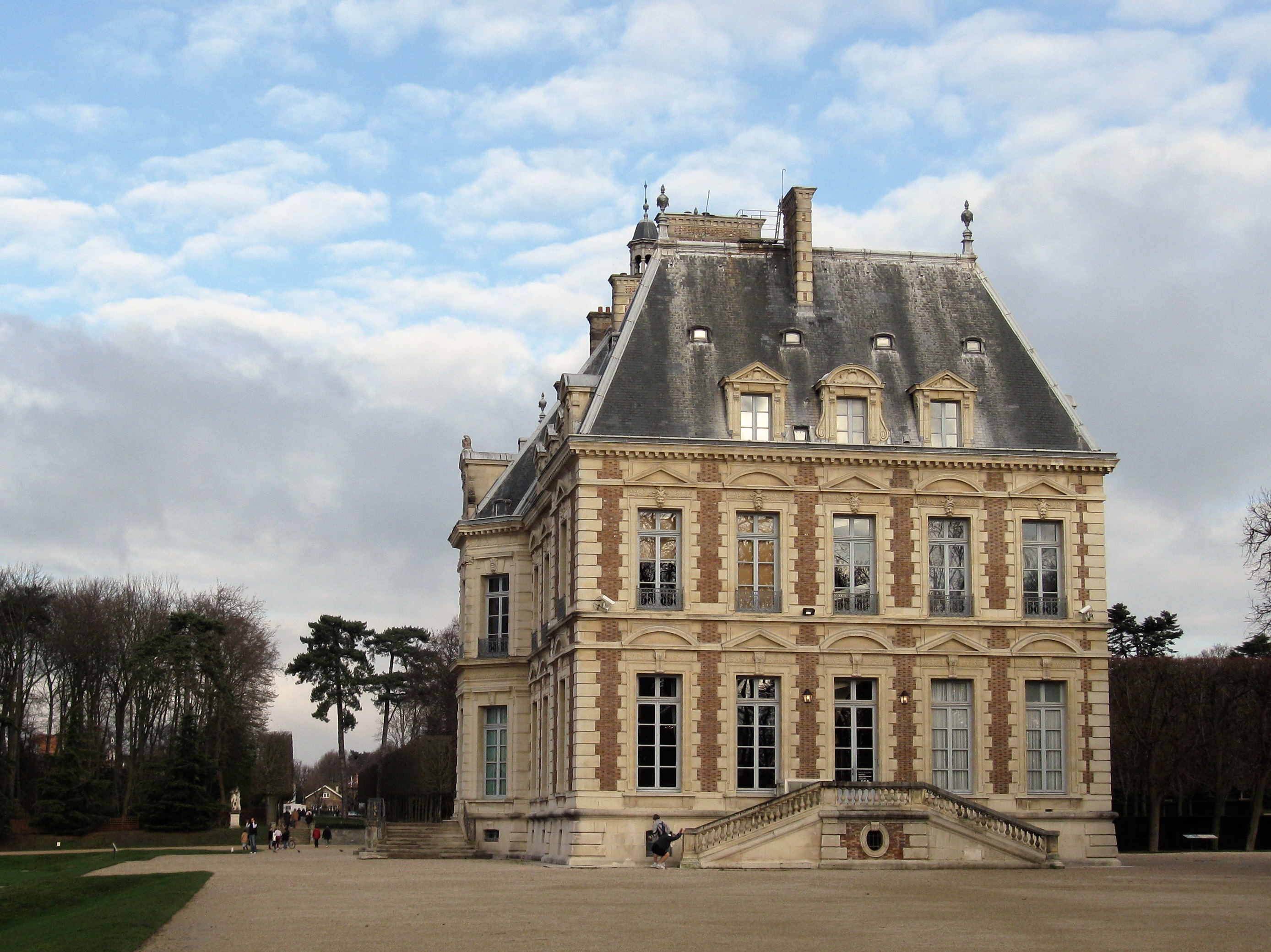
Schloss von Sceaux
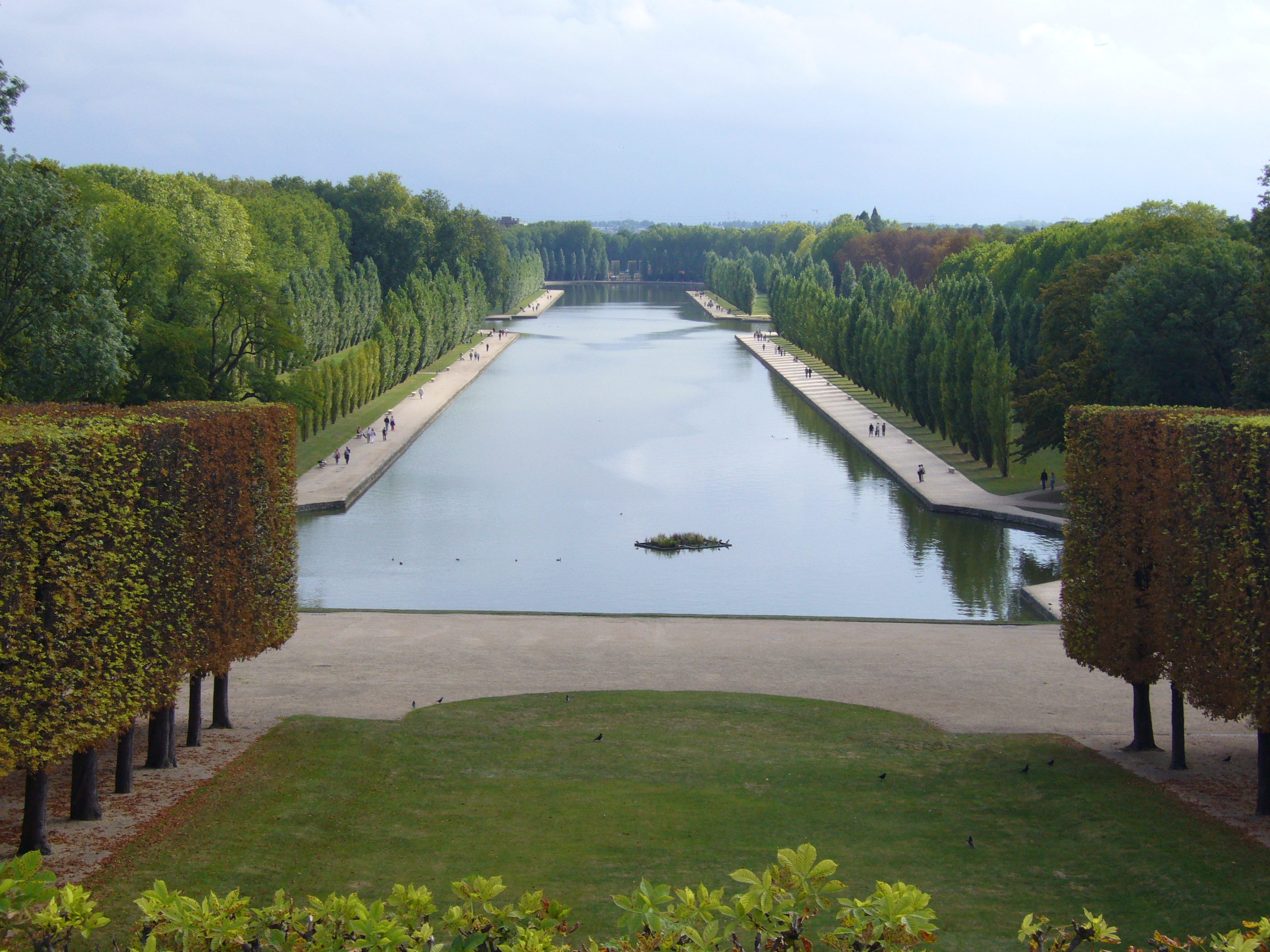
Schlosspark
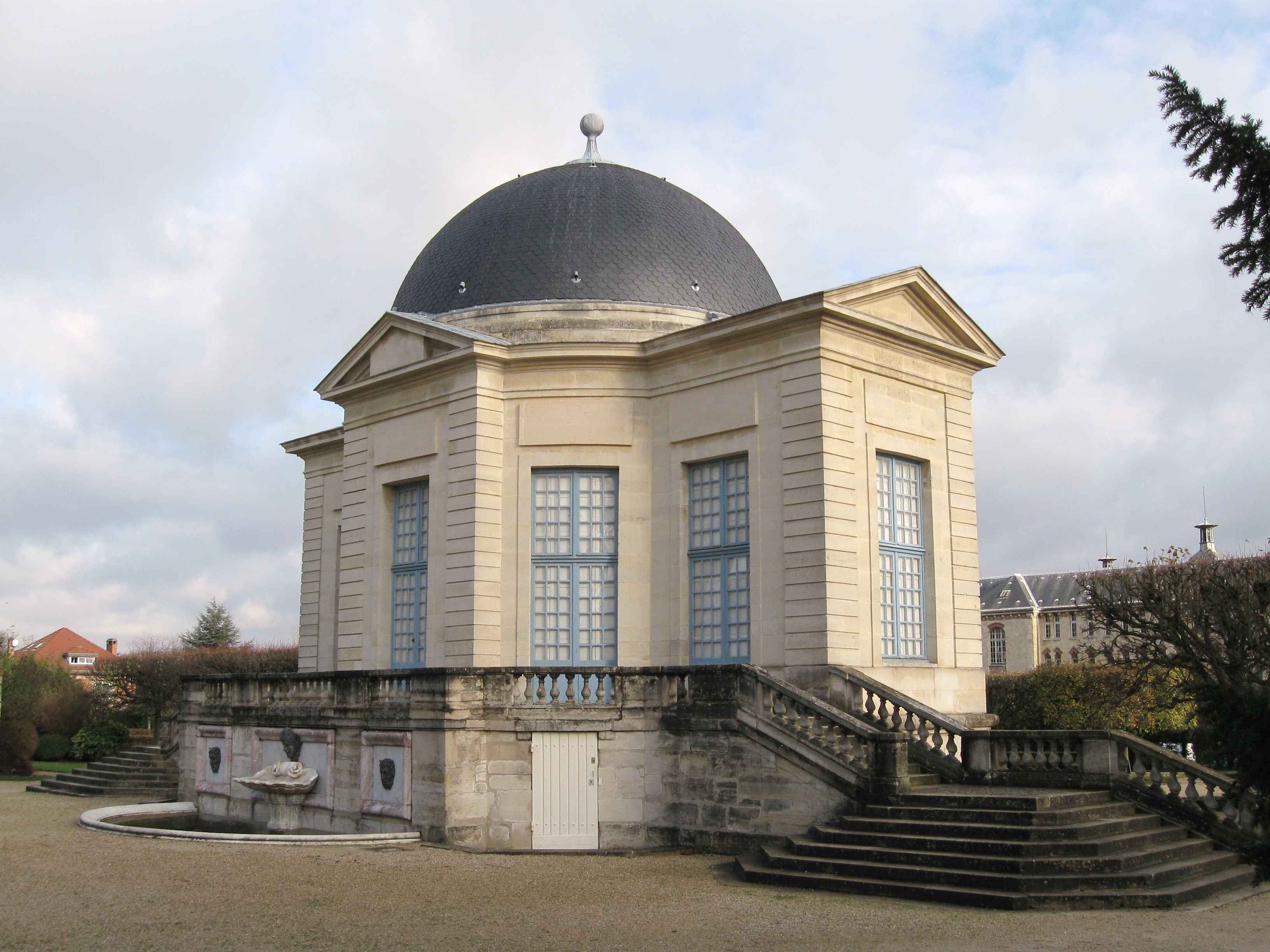
Pavillon der Aurora
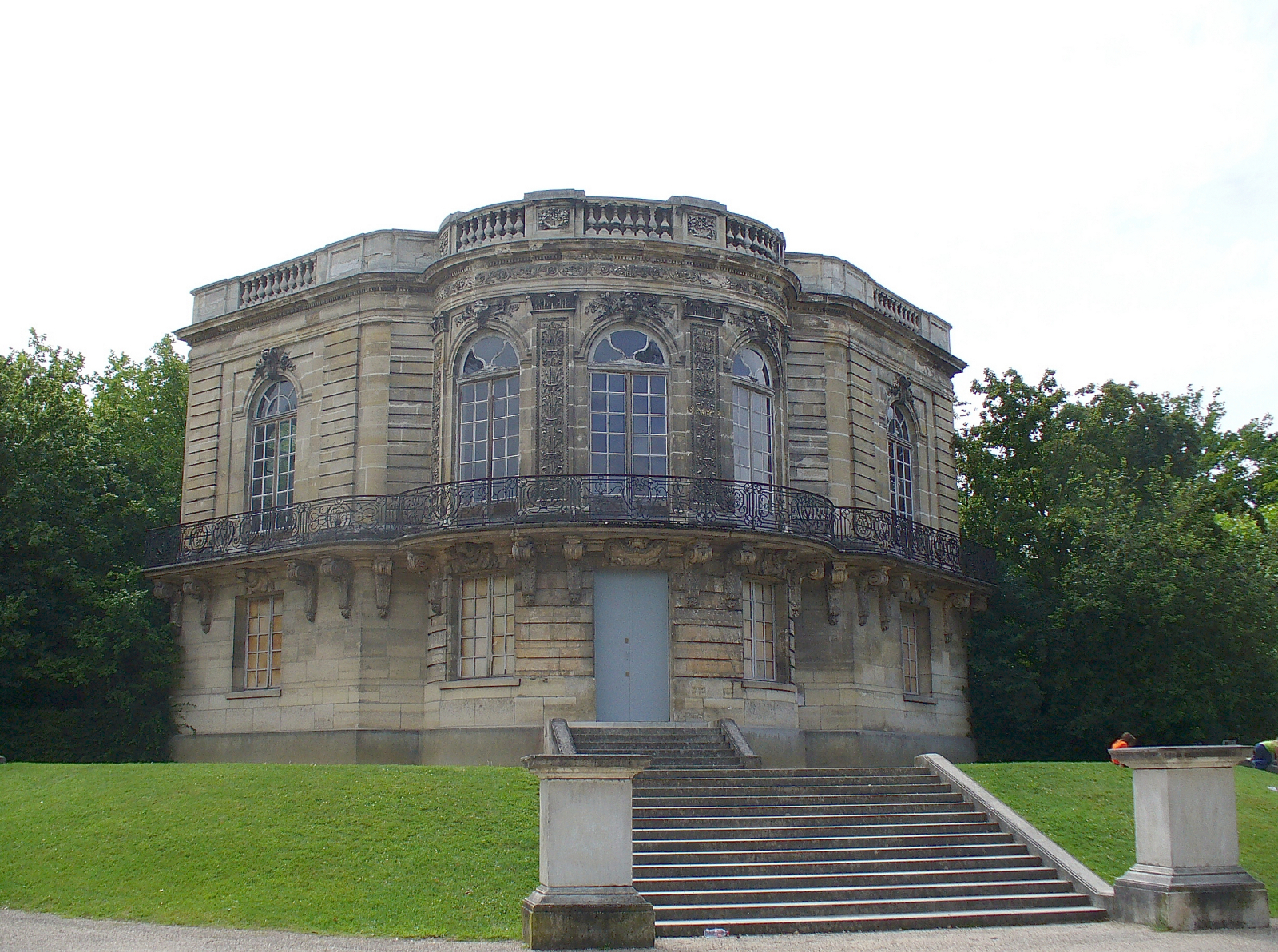
Pavillon de Hanovre

Katholische Pfarrkirche Saint-Jean-Baptiste:
Die Kirche Saint-Jean-Baptiste geht auf das 12. Jahrhundert zurück, sie besitzt schöne Bleiglasfenster.
Marché du Centre
Siehe auch: Liste der Monuments historiques in Sceaux

## Städtepartnerschaften
- Brühl in Nordrhein-Westfalen, Deutschland, seit 1965
- Leamington Spa in Warwickshire, Vereinigtes Königreich, seit 1969

## Bildung
Die Stadt ist der Sitz des bekannten Gymnasiums Lycée Lakanal. Hier gibt es auch Vorbereitungsklassen für die Elitehochschulen des französischen Bildungssystems. Zahlreiche berühmte Franzosen gingen hier zur Schule, unter ihnen Jean Giraudoux, Frédéric Joliot-Curie, Maurice Allais und Alain-Fournier.

## Persönlichkeiten (chronologisch)
- Louis de Silvestre (1675–1760), Maler
- Philippe de La Guêpière (1715–1773), vor allem in Südwestdeutschland tätiger Architekt
- Augustin-Louis Cauchy (1789–1857), Mathematiker
- Jean-Jacques Champin (* 7. September 1796 in Sceaux, † 25. Februar 1860 in Paris), Aquarellmaler und Lithograf
- Henri Busignies (1905–1981),  französisch-amerikanischer Ingenieur und Erfinder
- Marc Bohan (1926–2023), Modeschöpfer
- Alain Delon (1935–2024), Schauspieler und Filmstar
- Marie-George Buffet (* 1949), Politikerin (PCF) und Mitglied der französischen Nationalversammlung
- Jean Glavany (* 1949), Politiker (PS) und Mitglied der französischen Nationalversammlung
- Mathilde Bourbin (* 1989), Schauspielerin und Drehbuchautorin